# 一個陌生女子的來信

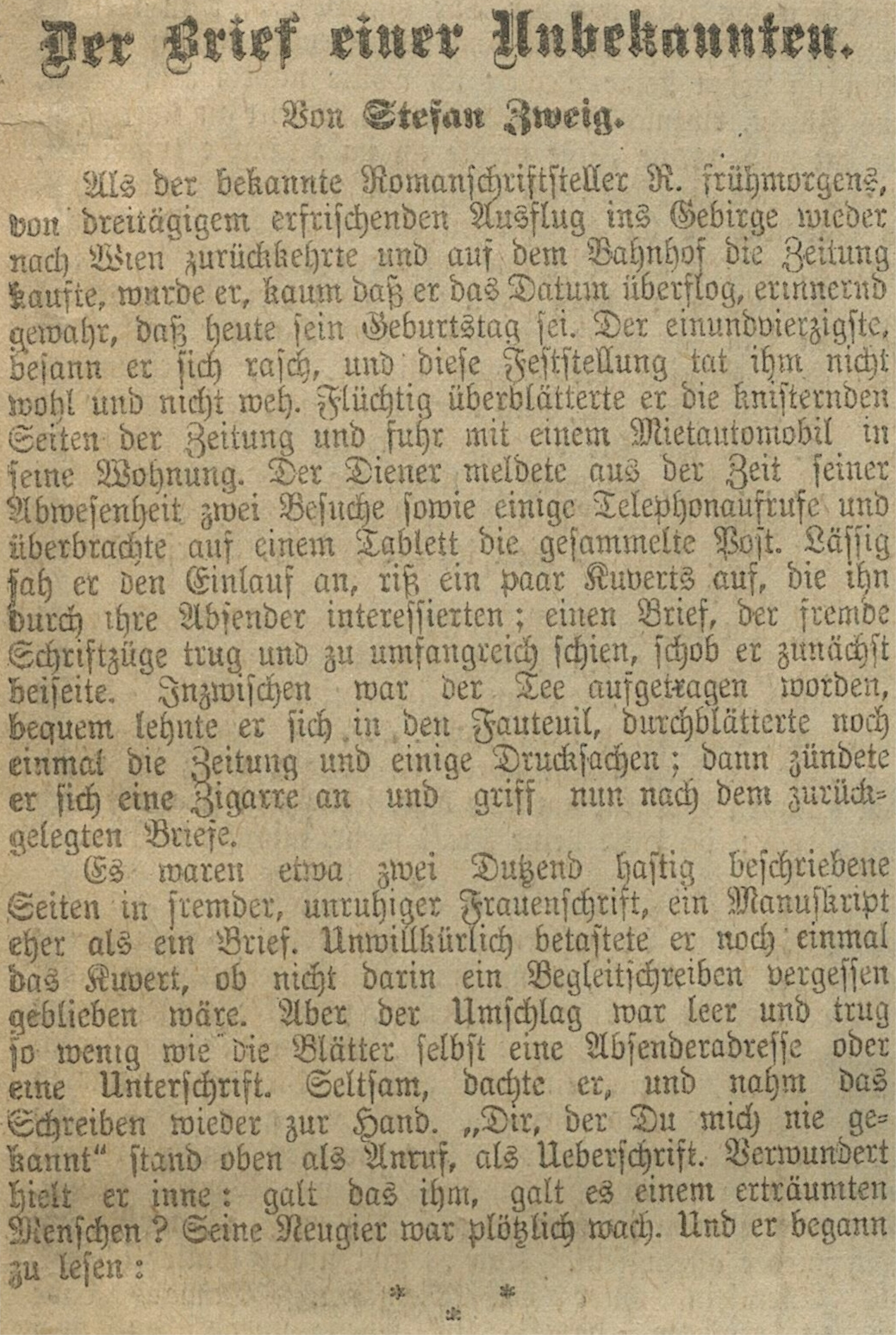
封面

《一個陌生女子的來信》（Brief einer Unbekannten），是奧地利犹太裔作家斯蒂芬·茨威格1922年早期的短篇小說代表作。
这篇小说在當年大受歡迎，1948年、1974年先後改編同名電影也引起轟動。史蒂芬·茨威格之後的小說《灼人的秘密》、《一個女人一生中的二十四小時》等也是同一系列的作品。

## 内容
这篇小说描写一位著名的作家亞爾，四十一歲生日那天收到了一封信，這封信大約有二十多頁。信的內容提到一個維也納女子從十三歲時就開始暗戀他，用畢生愛慕著一位作家，由他微時到成名，亞爾的身邊有無數女人和他有過一夜情，這位女子跟他有過二、三次性行為，第二次的歡好造成女孩的懷孕，女孩含辛茹苦撫養著小孩長大，不願向他求援，也不在意他身邊有多少的女人，後來孩子在昨天因病去世，這位女子亦染重病。長情女子在臨終前寫信給這位作家，女子沉痛的表示“在我一生最后的时刻，我也没有收到过你一行字，我把我的一生都献给你了，可是我没收到过你一封信。我等啊，绝望地等着。你没有来叫我，你一行字也没有写给我……一个字也没有……”。後來，小說中的作家終於知道了這位陌生女子的存在，心中後悔莫及，可此时她已經離世，連這位女子的面容都記不起來。

## 改编电影
- 1948年被改编成电影《一個陌生女子的來信》，由馬克思·歐弗斯導演，瓊·芳登（Joan Fontaine）主演。
- 1974年被改编成电影《一位陌生女子的來信》，由林凤娇主演。
- 2004年被改编成电影《一个陌生女人的來信》，由徐静蕾、姜文主演。